# Bisbat de Cassano all'Ionio
El bisbat de Cassano all'Ionio —Diocesi di Cassano all'Ionio (italià); Dioecesis Cassanensis (llatí)— és un bisbat de l'Església catòlica, sufragàni de l'arquebisbat de Cosenza-Bisignano, que pertany a la regió eclesiàstica Calàbria. El 2013 tenia 104.187 batejats d'un total de 108.100 habitants. Actualment està regida pel bisbe Francesco Savino.
El sant patró de la diòcesi és sant Blai, bisbe de Sebaste i màrtir, commemorat el 3 de febrer.

## Territori

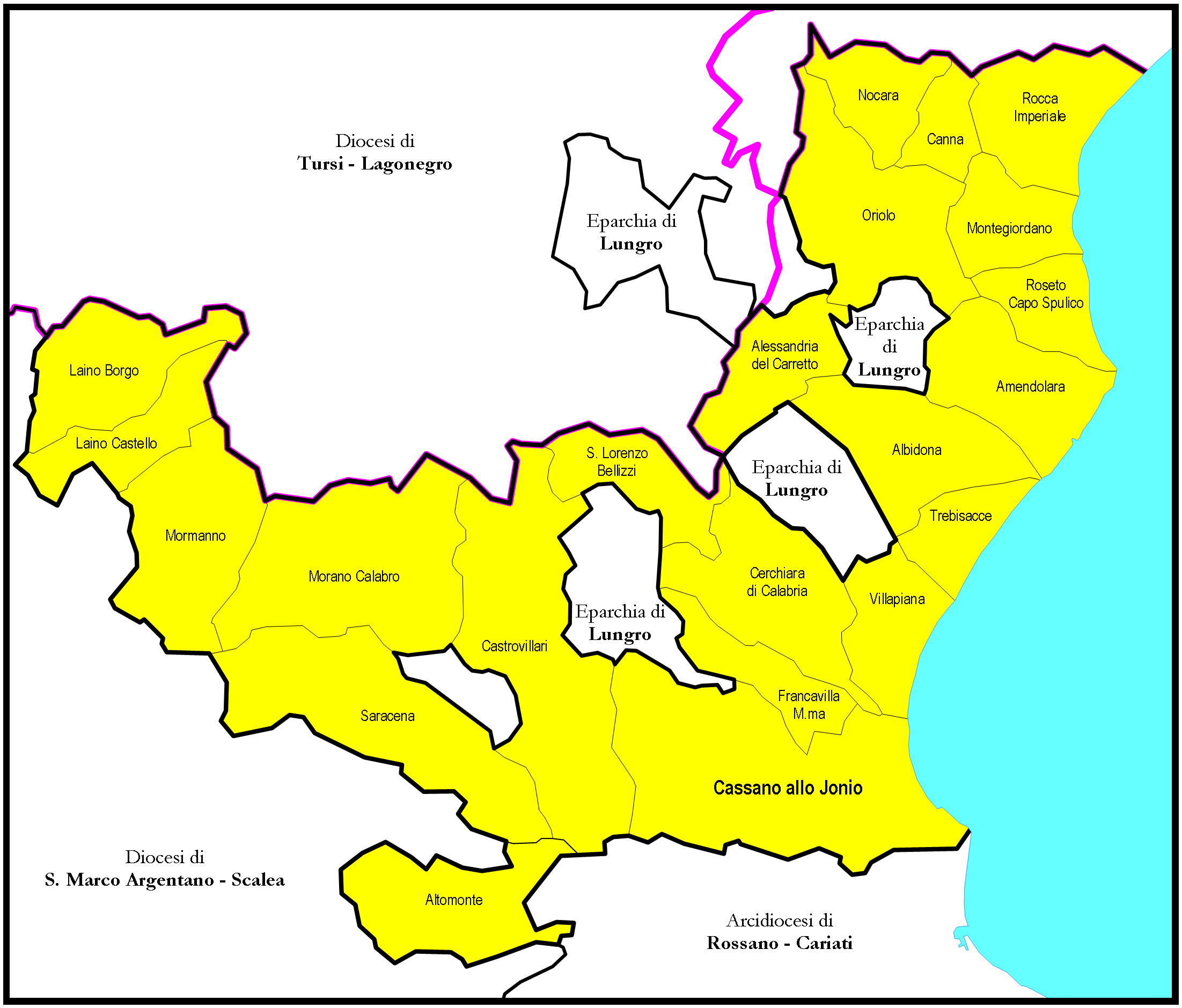
La diòcesi de Cassano

La diòcesi comprèn 22 municipis de la província de Cosenza: Albidona, Alessandria del Carretto, Altomonte, Amendolara, Canna, Cassano all'Ionio, Castrovillari, Cerchiara di Calabria, Francavilla Marittima, Laino Borgo, Laino Castello, Montegiordano, Morano Calabro, Mormanno, Nocara, Oriolo, Rocca Imperiale, Roseto Capo Spulico, San Lorenzo Bellizzi, Saracena, Trebisacce i Villapiana.
Limita al nord amb la regió eclesiàstica Basilicata, al sud-oest amb el bisbat de San Marco Argentano-Scalea, al sud amb l'eparquia de Lungro i l'arquebisbat de Rossano-Cariati.
La seu episcopal és la ciutat de Cassano all'Ionio, on es troba la basílica catedral de la Natività della Beata Vergine Maria. A Castrovillari hi ha la basílica de San Giuliano.
El territori s'estén sobre 1.311 km², i està dividida en 49 parròquies, agrupades en 3 vicariats: Cassano, Castrovillari e Alto Ionio.

## Història
El primer document que certifiqui la seu episcopal de Cassano podria remuntar-se al pontificat del Papa Hilari (461-468): un dels signants de les actes del sínode celebrat el 465 a Roma, a la basílica de Santa Maria la Major apareix, de fet un Caprarius (o Capsarius), episcopus Cassanen.
Segons Duchesne, la diòcesi de Cassano podria haver estat erigida quan la ciutat va ser reconquistada pels romans d'Orient, i en tot cas després que el primer esborrany de la Notitia Episcopatuum per obra de l'emperador romà d'Orient Lleó VI (886-912), que data de principis del segle x (cap 901-902). Cassano, de fet, només apareix en les versions posteriors de la Notitia Leonis; i potser el seu territori es va separar de la de l'arxidiòcesi de Rossano.
Notícies més segures que daten al segle xi: en 1059 un bisbe romà d'Orient anònim de Cassano, juntament amb praesopus de Gerace, tractant d'oposar-se a l'expansió dels normands al sud d'Itàlia, va dirigir un assalt contra la fortalesa de Sant Martino, a la vall Saline, patint una derrota aclaparadora.
Durant l'edat mitjana l'església de Cassano va estar subjecte a pujades i baixades, que passa molt ràpidament de la dependència de l'arxidiòcesi de Reggio a estar immediatament subjecta a la Santa Seu.
La diòcesi va ser establerta com a sufragània de l'arxidiòcesi de Reggio probablement des de la fundació (al segle viii les autoritats romanes d'Orient van establir la província eclesiàstica de Calàbria, elevant Reggio a la dignitat metropolitana i encomanant a la seva jurisdicció totes les diòcesis de la regió): ocupant els extrems el nord de Calàbria, el territori en disputa dels longobards i els romans d'Orient, Cassano va retenir el ritu llatí (a diferència de Reggio, que havia adoptat la litúrgia oriental) i per tant, amb una butlla de 24 de març de 1058 Esteve IX la va declarar, juntament amb les altres diòcesis de la vall del Crati (Cosenza, Malvito, Bisignano i Martirano), sufragània de Salern.
Reggio va ser conquistada pels normands (1060) i es retorna al ritu llatí, el metropolità de Reggio va reclamar la submissió de Cassano: el Papa Pasqual II, però, la va declarar immediatament subjecta a la Santa Seu, sent el privilegi confirmat per Calixt II. Va tornar a dependre de l'Església de Reggio probablement a instàncies del Papa Eugeni III (1145-1153), però no existeixen documents: figura, però, entre les diòcesis sufragànies de Reggio en una acta del Papa Alexandre III, de 19 de novembre de 1165.
Cassano figura de nou immediatament subjecta a la Santa Seu en una butlla de Bonifaci VIII de 1303, però uns anys més tard el Papa Joan XXII en una butlla de 24 d'octubre de 1334, en referència a l'elecció d'un bisbe de Cassano, assenyala que això havia estat confirmat pel Metropolità de Reggio. Va ser retornat a la subjecció immediata el 5 de desembre de 1454, a instàncies del Papa Nicolau V, però el Papa Pius II amb la butlla Disponente Domino del 21 de gener de 1459 va tornar a confiar Cassano a la jurisdicció de l'arquebisbe de Reggio.
A la primera meitat del segle xvi la diòcesi de Cassano se li va donar a l'administració d'alguns cardenals de la Cúria: a ells Climent VII i Pau III li va atorgar el privilegi d'exempció personal.
A la butlla De utiliori del Papa Pius VII del 27 de juny de 1818, amb la qual es va reformar les jurisdiccions eclesiàstiques del regne de Nàpols, la seu de Cassano apareix entre les seus subjectes immediatament a la Santa Seu .
En 1898 va cedir Maratea, on encara segueix en peu la basílica de Sant Blai, patró de la diòcesi.
El 13 de febrer de 1919, arran de l'erecció de l'eparquia de Lungro amb la butlla Catholici fideles del Papa Benet XV, la diòcesi va cedir les parròquies de llengua albanesa i ritu bizantí que havia al seu territori.
El 5 de gener de 1973, les parròquies de la diòcesi lucanes es van cedir a la diòcesi d'Anglona-Tursi i, a canvi, es van agregar a Cassano les parròquies de l'Alto Ionio Cosentino.
El 4 d'abril de 1979 cedí la rectoria de Scalea a la diòcesi de San Marco Argentano.
El 30 de gener de 2001 amb la butlla Maiori Christifidelium del Papa Joan Pau II la va elevar a la dignitat arquebisbal i metropolitana l'arxidiòcesi de Cosenza-Bisignano, i la diòcesi de Cassano all'Ionio va esdevenir part de la seva nova província eclesiàstica.
El 21 de juny de 2014 va rebre la visita pastoral del Papa Francesc.

## Episcopologi
- Caprario † (citat el 465) ?
- Davide † (vers la meitat del segle x) ?
- Anonimo † (citat el 1059)
- Sassone † (1092 ? - 1106 ?)
- Gregorio † (citat entre el 1085 i el 1105)
- Vitale † (1116 ? - 1121 ?)
- Policreto Geneo † (citat el 1122) ?
- Anonimo † (citat el 1130) ?
  - Urso † (citat el 1144) (bisbe electe)
- Federico Milanese † (citat el 1157)
- Tommaso † (1168 ? - 1174 ?)
- Soffrido † (citat el 1195)
- Ugo † (testimoniat vers el 1100)
- Terrizio † (inicis de 1221 - finals de 1223)
- Biagio † (vers 1233)
- Pietro Amendola degli Attendoli † (1240 aproximadament) ?
- Giovanni Fortebraccio † (21 de gener de 1252 - 1267)
- Marco d'Assisi, O.F.M. † (15 de maig de 1267 - ? mort)
- Pasquale † (circa 1282 - 1296 ?)
- Riccardo † (1298 - de març de 1301 nomenat bisbe de Tricarico)
- Guglielmo de Cuna, O.F.M. † (28 de febrer de 1301 - ?)
- Alberto Besozzi † (1312)
- Giovanni † (1316 ? - 1328 ? mort)
- Giovanni Marino † (18 de març de 1329 - 1334 mort)
- Landolfo Vulcano † (1334 - 1340)
- Gunlo † ?
- Durante † (de novembre de 1346 - ?)
- Ruggero Quattromani † (de gener de 1348 - 1348 mort)
- Giovanni † (17 de març de 1348 - 1373 mort)
- Marino del Giudice † (18 de maig de 1373 - 1379 nomenat bisbe de Bríndisi)
- Roberto del Giudice † (26 de gener de 1379 - ?)
  - Andrea Cumano † (26 de gener de 1379 - 2 de desembre de 1383 nomenat bisbe de Cosenza) (antibisbe)
- Nicola (Tomacelli?) † (circa 1383 - 1392 mort)
  - Carlo Corsini † (2 de desembre de 1383 - ?) (antibisbe)
- Pietro † (1 d'octubre de 1392 - 31 de maig de 1400 nomenat bisbe de Marsico Nuovo)
- Febo Sanseverino † (1 de desembre de 1399 - 1404 deposat)
- Marino Scannaforcia † (11 de novembre de 1404 - 1418 mort)
- Antonello Gesualdo, O.S.B.Coel. † (23 de novembre de 1418 - 1428 mort)
- Guglielmo Chyurlia † (29 de novembre de 1428 - 1432 mort)
- Belforte Spinelli † (14 de maig de 1432 - 12 de desembre de 1440 nomenat bisbe titular de Sebaste)
- Gioacchino Suhare † (12 de desembre de 1440 - 1463 mort)
- Giovanni Francesco Brusato † (8 de desembre de 1463 - 22 de març de 1476 nomenat arquebisbe de Nicosia)
- Bartolomeo del Poggio † (22 de març de 1476 - 1485 mort)
- Nicola Tomacelli † (1 de setembre de 1485 - 1490 mort)
- Marino Tomacelli † (31 de gener de 1491 - 1519 mort)
  - Domenico Giacobazzi † (2 de desembre de 1519 - 23 de març de 1523 renuncià) (administrador apostòlic)
- Cristoforo Giacobazzi † (23 de març de 1523 - 7 d'octubre de 1540 mort)
- Durante Duranti † (18 de febrer de 1541 - 18 de febrer de 1551 nomenat arquebisbe de Brescia)
- Bernardo Antonio de' Medici † (23 d'octubre de 1551 - 1552 mort)
  - Giovannangelo de' Medici † (1 de març de 1553 - 25 de juny de 1556 nomenat bisbe de Foligno, després elegit papa amb el nom de Pius IV) (administrador apostòlic)
  - Marco Sittico Altemps (29 de maig de 1560 - 11 de maig de 1561 renuncià) (administrador apostòlic)
- Giovan Battista Serbelloni † (17 de desembre de 1561 - 1579 renuncià)
- Tiberio Carafa † (6 de febrer de 1579 - 1588 mort)
- Owen Lewis † (3 de febrer de 1589 - 14 d'octubre de 1595 mort)
- Giulio Caracciolo † (1 de gener de 1597 - 1599 mort)
- Bonifazio Caetani † (8 de novembre de 1599 - 22 d'abril de 1613 nomenat arquebisbe de Tàrent)
- Diego de Arce, O.F.M.Obs. † (17 de febrer de 1614 - 1617 mort)
- Paolo Palumbo, C.R. † (17 d'abril de 1617 - 1648 mort)
- Gregorio Carafa, C.R. † (24 d'agost de 1648 - 27 de maig de 1664 nomenat arquebisbe de Salern)
- Alonso Balmaseda, O.E.S.A. † (16 de juliol de 1670 - 25 de setembre de 1673 nomenat bisbe de Girona)
  - Sede vacante (1673-1676)
- Giovan Battista del Tinto, O.Carm. † (19 d'octubre de 1676 - 19 de maig de 1685 mort)
- Francisco de Sesqueyros y Satomayor, O.E.S.A. † (1 d'abril de 1686 - de maig de 1691 mort)
- Vincenzo de Magistris, O.P. † (24 de març de 1692 - de juny de 1705 mort)
- Nicolò Rocco † (21 de febrer de 1707 - de novembre de 1726 mort)
  - Sede vacante (1726-1729)
- Gennaro Fortunato † (6 de juliol de 1729 - 17 d'agost de 1751 mort)
- Giovan Battista Miceli † (24 de gener de 1752 - 15 de juny de 1763 mort)
- Giovan Battista Coppola † (19 de desembre de 1763 - 28 d'agost de 1797 mort)
  - Sede vacante (1797-1804)
- Francesco Antonio Grillo, O.F.M.Conv. † (29 d'octubre de 1804 - 6 de novembre de 1804 mort)
  - Sede vacante (1804-1818)
- Adeodato Gomez Cardosa † (26 de juny de 1818 - 19 de desembre de 1825 nomenat bisbe d'Isernia)
  - Sede vacante (1825-1829)
- Michele Bombini † (21 de maig de 1829 - 18 de gener de 1871 mort)
- Alessandro Maria Basile, C.SS.R. † (22 de desembre de 1871 - 25 de juny de 1883 mort)
- Raffaele Danise † (9 d'agost de 1883 - 24 de març de 1884 nomenat bisbe de Caiazzo)
- Antonio Pistocchi † (24 de març de 1884 - 29 d'agost de 1888 mort)
- Evangelista di Milia, O.F.M.Cap. † (11 de febrer de 1889 - 10 de novembre de 1898 nomenat bisbe de Lecce)
- Antonio Maria Bonito † (15 de juny de 1899 - 11 de desembre de 1905 nomenat arquebisbe coadjutor d'Amalfi)
- Pietro La Fontaine † (6 de desembre de 1906 - 1 d'abril de 1910 nomenat secretari de la Congregació pels Ritus)
- Giuseppe Rovetta † (29 de març de 1911 - 16 de desembre de 1920 renuncià)
- Bruno Occhiuto † (17 de novembre de 1921 - 30 de juny de 1937 mort)
- Raffaele Barbieri † (1 de setembre de 1937 - 31 de gener de 1968 mort)
- Domenico Vacchiano † (17 de gener de 1970 - 30 de març de 1978 nomenat prelat de Pompeia)
- Girolamo Grillo (7 d'abril de 1979 - 20 de desembre de 1983 nomenat bisbe de Tarquinia e Civitavecchia)
- Giovanni Francesco Pala † (22 de febrer de 1984 - 21 de maig de 1987 mort)
- Andrea Mugione (17 de març de 1988 - 21 de novembre de 1998 nomenat arquebisbe de Crotone-Santa Severina)
- Domenico Graziani (21 d'agost de 1999 - 21 de novembre de 2006 nomenat arquebisbe de Crotone-Santa Severina)
- Vincenzo Bertolone, S.d.P. (10 de març de 2007 - 25 de març de 2011 nomenat arquebisbe de Catanzaro-Squillace)
- Nunzio Galantino (9 de desembre de 2011 - 28 de febrer de 2015 renuncià)
- Francesco Savino, des del 28 de febrer de 2015

## Demografia
A finals del 2013, la diòcesi tenia 104.187 batejats sobre una població de 108.100 persones, equivalent al 96,4% del total.
| any  | població | població | població | sacerdots | sacerdots       | sacerdots       | sacerdots             | diaques | religiosos | religiosos | parroquies |
| ---- | -------- | -------- | -------- | --------- | --------------- | --------------- | --------------------- | ------- | ---------- | ---------- | ---------- |
| any  | batejats | total    | %        | total     | clergat secular | clergat regular | batejats por sacerdot | diaques | homes      | dones      |            |
| 1950 | 110.000  | 110.000  | 100,0    | 89        | 83              | 6               | 1.235                 |         | 6          | 106        | 45         |
| 1958 | 110.000  | 110.000  | 100,0    | 88        | 73              | 15              | 1.250                 |         | 15         | 118        | 51         |
| 1970 | 130.060  | 130.060  | 100,0    | 79        | 68              | 11              | 1.646                 |         | 14         | 138        | 54         |
| 1980 | 98.000   | 102.000  | 96,1     | 68        | 52              | 16              | 1.441                 |         | 16         | 84         | 43         |
| 1990 | 104.000  | 106.000  | 98,1     | 65        | 51              | 14              | 1.600                 |         | 14         | 102        | 46         |
| 1999 | 104.200  | 106.400  | 97,9     | 70        | 62              | 8               | 1.488                 | 3       | 14         | 88         | 48         |
| 2000 | 104.200  | 107.000  | 97,4     | 68        | 61              | 7               | 1.532                 | 3       | 9          | 70         | 47         |
| 2001 | 104.000  | 106.000  | 98,1     | 75        | 67              | 8               | 1.386                 | 3       | 10         | 75         | 47         |
| 2002 | 104.200  | 106.580  | 97,8     | 69        | 61              | 8               | 1.510                 | 3       | 10         | 75         | 47         |
| 2003 | 104.000  | 106.200  | 97,9     | 67        | 59              | 8               | 1.552                 | 3       | 10         | 57         | 47         |
| 2004 | 104.200  | 106.800  | 97,6     | 69        | 61              | 8               | 1.510                 | 3       | 15         | 74         | 47         |
| 2006 | 105.000  | 106.600  | 98,5     | 68        | 61              | 7               | 1.544                 | 3       | 9          | 60         | 47         |
| 2013 | 104.187  | 108.100  | 96,4     | 78        | 65              | 13              | 1.335                 | 3       | 15         | 59         | 49         |